# Hēsíodos
Hēsíodos (tiếng Hy Lạp cổ: Ἡσίοδος, tiếng Anh: Hesiod, /ˈhiːsiəd/ hoặc /ˈhɛsiəd/) là một nhà thơ truyền khẩu Hy Lạp thường được các học giả cho là sống vào giữa những năm 750 và 650 trước Công nguyên, cùng thời với Hómēros. Các bài ca của ông là công trình thi ca châu Âu đầu tiên mà nhà thơ xem chính mình là một chủ đề, một cá nhân với vai trò riêng. Các tác giả cổ đại ca ngợi ông cùng với Hómēros đã thiết lập nên các phong tục tôn giáo Hy Lạp. Các học giả hiện đại tham khảo ông như nguồn chính về thần thoại Hy Lạp, kĩ thuật canh tác, các tư tưởng kinh tế học sơ khai (ông đôi khi được xem là nhà kinh tế học đầu tiên), thiên văn học Hy Lạp cổ đại và việc ghi chép thời gian thời cổ.

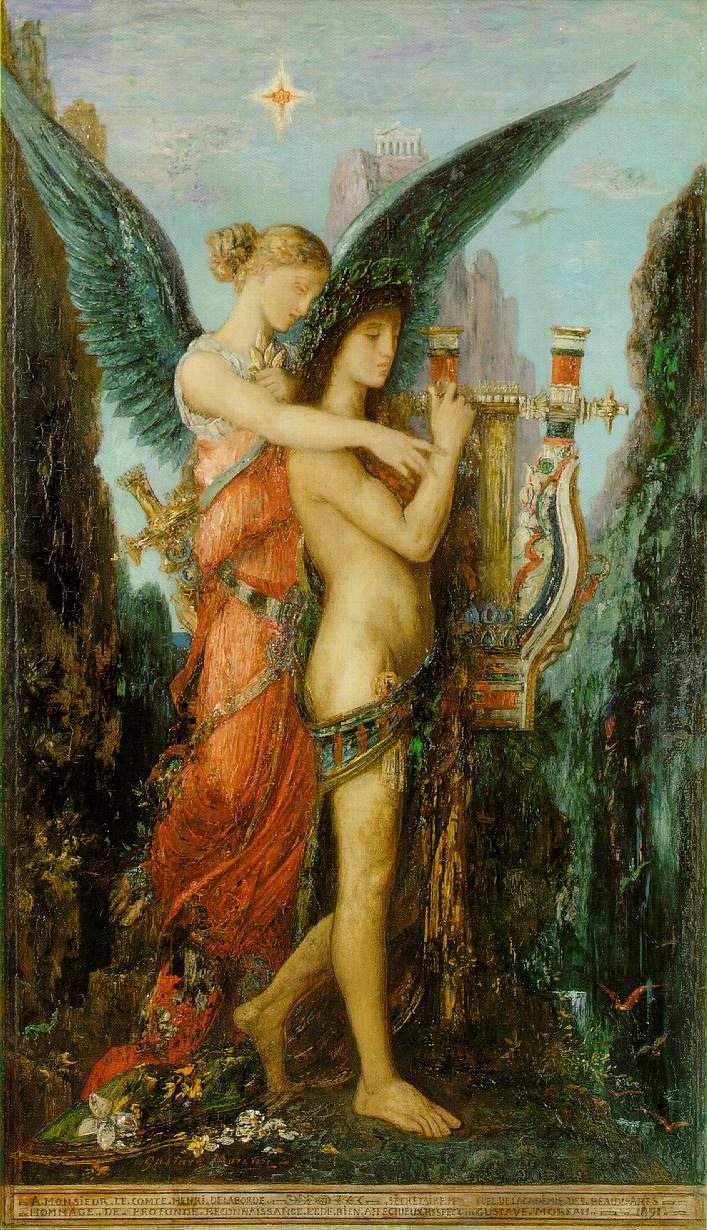
Hesiod và Nàng Thơ, bởi Gustave Moreau. Ở đây ông được thể hiện với một cây đàn lia, mâu thuẫn với ghi chép của chính Hesiod, trong đó món quà của Nàng Thơ là một cây gậy nguyệt quế.

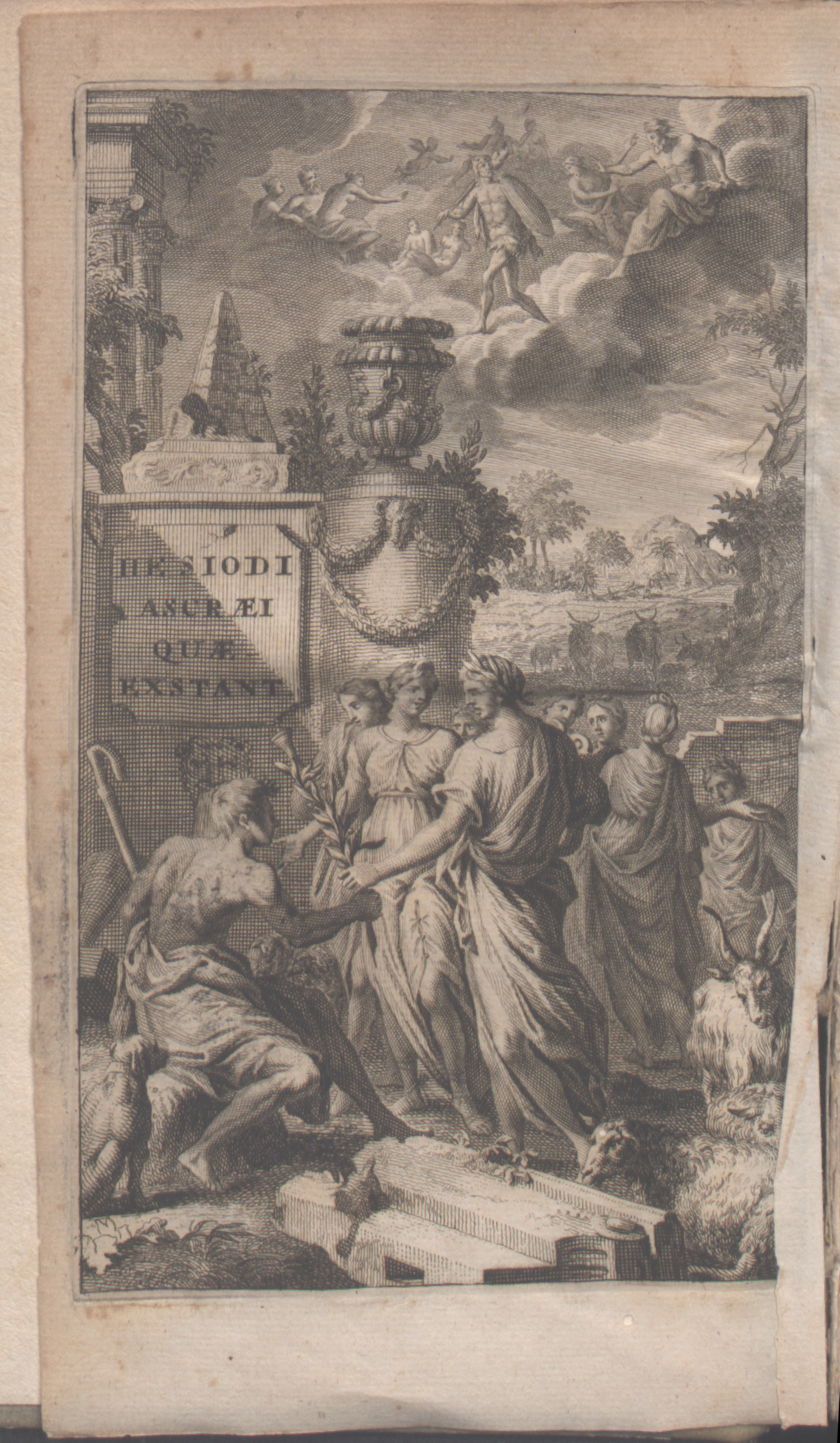
Hesiodi Ascraei quaecumque exstant, 1701

Hēsíodos đã thực hành nhiều phong cách thơ truyền thống khác nhau, bao gồm thơ châm ngôn, tụng ca, thơ phả hệ và tường thuật, nhưng ông không thể làm chủ chúng trôi chảy. Những sự so sánh với Hómēros có thể là hơi quá lời. Như một học giả hiện đại quan sát: "Đó là nếu một thợ thủ công với những ngón tay to, thô đang bắt chước một cách kiên nhẫn như thôi miên vết khâu khéo của một thợ may chuyên nghiệp.". Hai tác phẩm chính của ông là Thần phả (Theogonía) và Công việc và Ngày (Ἔργα καὶ Ἡμέραι, Erga kai Hēmerai).